# NGC 4864
NGC 4864 is een elliptisch sterrenstelsel in het sterrenbeeld Hoofdhaar. Het hemelobject werd op 13 april 1831 ontdekt door de Britse astronoom John Herschel.

## Synoniemen
- MCG 5-31-58
- ZWG 160.221
- ARAK 397
- DRCG 27-159
- PGC 44566